# Anopheles noniae
Anopheles noniae är en tvåvingeart som beskrevs av Reid 1963. Anopheles noniae ingår i släktet Anopheles och familjen stickmyggor. Inga underarter finns listade i Catalogue of Life.